# Archanara brunnescens
Archanara brunnescens är en fjärilsart som beskrevs av Rudolf Rangnow 1934. Archanara brunnescens ingår i släktet Archanara och familjen nattflyn. Inga underarter finns listade i Catalogue of Life.